# Hatla
Hatla (tiếng Ả Rập: حطلة, đã Latinh hoá: Hatlah) là một quận của thành phố Deir ez-Zor nằm dọc theo sông Euphrates, phía đông nam Deir ez-Zor.

## Nội chiến Syria
Vào ngày 11 tháng 6 năm 2013, một vụ thảm sát đã được thực hiện bởi các chiến binh đối lập Syria trong làng. Theo báo cáo của Liên Hợp Quốc, 30 người đã thiệt mạng.
Vào ngày 12 tháng 4 năm 2017, Quân đội Syria tuyên bố vũ khí hóa học được ISIL cất giữ ở Hatla đã bị ném bom bởi sự can thiệp của người Mỹ ở Syria. Quân đội Mỹ phủ nhận rằng bất kỳ cuộc không kích nào được thực hiện tại khu vực đó vào thời điểm đó. Quân đội Syria tuyên bố rằng hàng trăm người chết vì phơi nhiễm khí độc. Không có xác nhận độc lập về cuộc tấn công.
Vào ngày 27 tháng 9 năm 2017, Quân đội Syria đã chiếm lại ngôi làng Hatla từ ISIL.